# Terapia wibroakustyczna
Terapia wibroakustyczna – rodzaj terapii, o niepotwierdzonej dotąd skuteczności. Według opisu zwolenników metoda polega na kontaktowym oddziaływaniu drgań akustycznych na chore tkanki (co faktycznie nie ma miejsca ponieważ budowa urządzenia do terapii pozwala jedynie na kontakt ze skórą). Według wstępnej oceny terapia ta może mieć działanie łagodzące nasilenie bólu w odcinku lędźwiowo-krzyżowym, u osób spędzających czas w wymuszonej pozycji siedzącej.

## Zastosowanie w rehabilitacji
Skuteczność działania terapii wibroakustycznej w łagodzeniu bólu została oceniona u osób, których ból pleców w części lędźwiowo-krzyżowej jest spowodowany wymuszoną pozycją ciała, jak kierowców lub pracowników biurowych z wieloletnim stażem. Wstępnie oceniono metodę pozytywnie jako zabieg wspomagająco po operacji przykurczu rozcięgna dłoniowego, jednak wymagane są dalsze badania randomizowane. Badania nad zastosowaniem tej metody u pacjentów z ostrogą piętową nie dały jednoznacznego wyniku ze względu na badaną próbę statystyczną i wymagają dalszych ewentualnych badań randomizowanych. 